# 窦景庸
竇景庸（？—1093年），辽国（契丹）政治人物，中京大定府（今内蒙古宁城县西大明城）人。辽道宗时南府宰相。
竇景庸是中書令竇振之子，聪敏好学。清寧年間，進士及第，任秘書省校書郎，累進少府少监。咸雍六年（1070年），授枢密院直学士，不久，出任汉人行宫副部署事。大安元年（1085年），转任南院枢密副使、监修国史、知枢密院事，賜号同德功臣，封陳国公，拜南府宰相。因病致仕，後加太子太保。大安六年（1090年），出任武定军节度使。刑事裁判公正，轻重得宜。大安七年（1091年），任中京留守。大安九年（1093年），于中京留守任上去世。谥肃宪。子竇瑜，官至三司副使。

## 延伸阅读
[在维基数据编辑]
 《遼史·卷97》，出自脱脱《遼史》